# Vitrac-Saint-Vincent

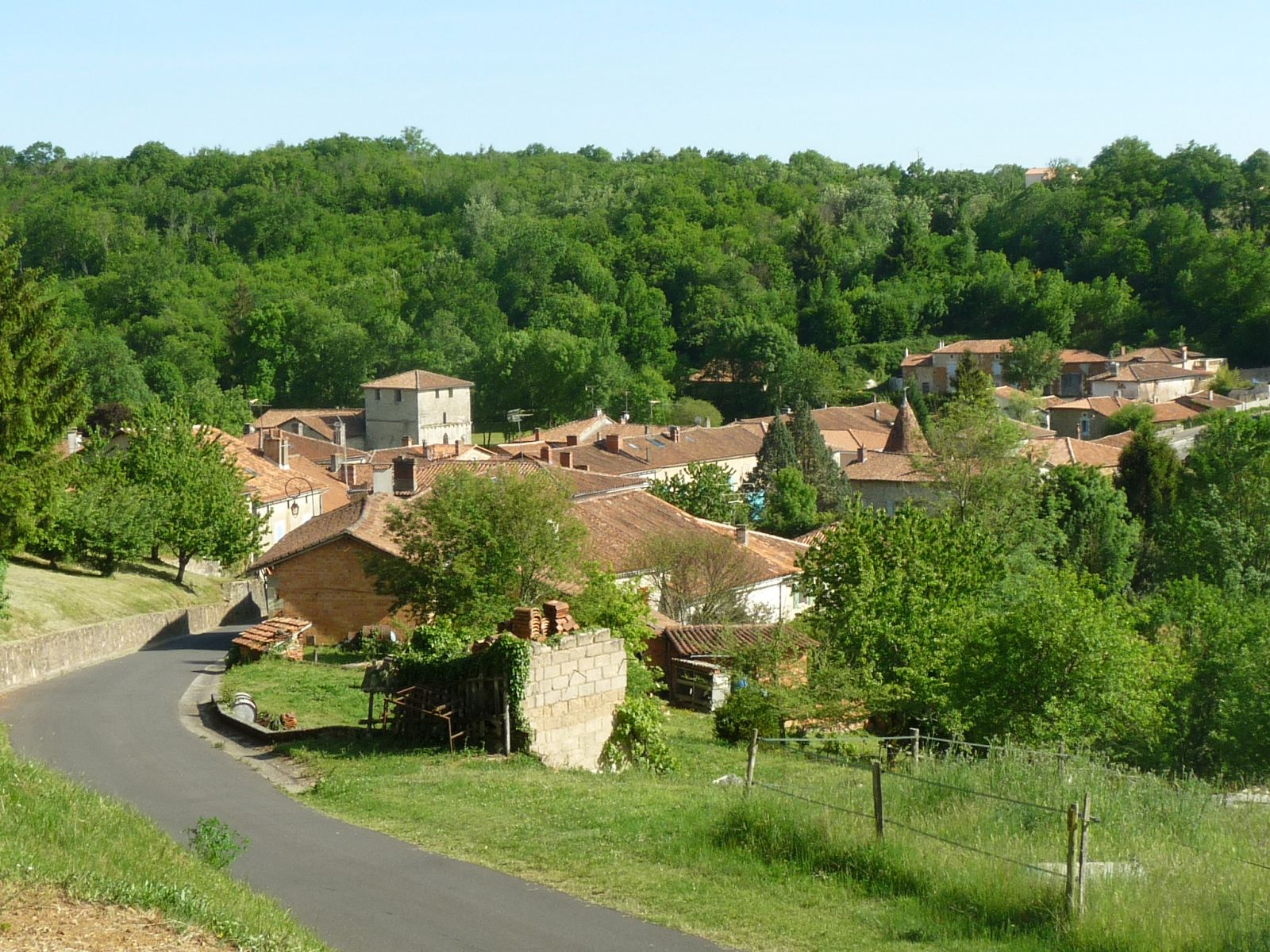

Vitrac-Saint-Vincent is een gemeente in het Franse departement Charente (regio Nouvelle-Aquitaine) en telt 519 inwoners (2005). De plaats maakt deel uit van het arrondissement Confolens.

## Geografie
De oppervlakte van Vitrac-Saint-Vincent bedraagt 22,3 km², de bevolkingsdichtheid is 23,3 inwoners per km².
De onderstaande kaart toont de ligging van Vitrac-Saint-Vincent met de belangrijkste infrastructuur en aangrenzende gemeenten.

## Demografie
Onderstaande figuur toont het verloop van het inwonertal (bron: INSEE-tellingen).